# Municipio de Skane
El municipio de Skane (en inglés: Skane Township) es un municipio ubicado en el condado de Kittson en el estado estadounidense de Minnesota. En el año 2010 tenía una población de 46 habitantes y una densidad poblacional de 0,5 personas por km².

## Geografía
El municipio de Skane se encuentra ubicado en las coordenadas 48°40′12″N 96°59′5″O / 48.67000, -96.98472. Según la Oficina del Censo de los Estados Unidos, el municipio tiene una superficie total de 91.69 km², de la cual 91,54 km² corresponden a tierra firme y (0,16 %) 0,15 km² es agua.

## Demografía
Según el censo de 2010, había 46 personas residiendo en el municipio de Skane. La densidad de población era de 0,5 hab./km². De los 46 habitantes, el municipio de Skane estaba compuesto por el 100 % blancos. Del total de la población el 0 % eran hispanos o latinos de cualquier raza.